# NGC 2067
NGC 2067 is een reflectienevel in het sterrenbeeld Orion. Het hemelobject werd in 1876 ontdekt door de Duitse astronoom Ernst Wilhelm Leberecht Tempel.

## Synoniemen
- DG 79